# Gatto colpito al cuore
Gatto colpito al cuore (Smitten Kitten) è un film del 1952 diretto da William Hanna e Joseph Barbera. È il sessantaseiesimo cortometraggio della serie Tom & Jerry ed è il secondo flashback a racchiudere delle scene dai corti precedenti, distribuito il 12 aprile del 1952 dalla Metro-Goldwyn-Mayer.

## Trama
Tom sta per colpire Jerry con un paio di forbici quando scorge una bella gattina e se ne innamora. In quel momento compare la coscienza cattiva di Jerry che gli dice che quando Tom si innamora cominceranno i guai e gli ricorda di quella volta in Un giorno al mare dove Tom incontrò una gattina in spiaggia e poi lo fece finire in mare sparandolo con la bottiglia di soda. Poco dopo la coscienza cattiva di Jerry gli fa tornare in mente quella volta in Cena per due dove era stato costretto a servire la cena a Tom e alla sua amica, e poi lui lo aveva fatto finire nel burro dopo avergli bruciato il didietro. Dopodiché la coscienza cattiva di Jerry gli fa ricordare di quella volta in Texas Tom dove Tom per fare colpo su una gattina lo aveva usato per creare la sua sigaretta. Dopo il flashback la coscienza cattiva di Jerry gli fa vedere Tom che parla con la gattina e gli dice che devono mettere fine a quella storia altrimenti cominceranno i guai, dopodiché la coscienza cattiva di Jerry gli racconta di quella volta in Solid Serenade dove Tom si è messo a cantare e suonare una serenata ad una gattina e impedendogli così di dormire e facendogli cadere un vaso in testa. Alla fine della storia la coscienza cattiva di Jerry lo equipaggia con diversi oggetti in modo che vada a porre fine all'amore tra Tom e la gattina. Jerry allora si dirige verso Tom, ma improvvisamente vede una bella topolina e se ne innamora all'istante. La coscienza cattiva di Jerry vede poco dopo una topolina che gli assomiglia e cambia idea sull'innamoramento.

## Edizione italiana
Nell'edizione italiana Romano Malaspina ha dato la voce alla coscienza diabolica di Jerry, Roberto Del Giudice ha tradotto il titolo dell'episodio durante la sigla iniziale e Franco Latini ha tradotto la parola Howdy (che vuol dire "Salve") mentre Tom fuma la sigaretta.